# Mairie d'Ancizan
La mairie d'Ancizan, aussi nommée mairie-halle-école d'Ancizan , désigne le bâtiment civil accueillant les institutions municipales de la ville d'Ancizan.

## Localisation
Elle est située place de la Mairie au centre de la commune, à côté de l'Église Saint-Blaise-et-Saint-Martin au bord de la route départementale D 30.
L'édifice est référencé dans la base Mérimée et à l'Inventaire général Région Occitanie.

## Historique
En 1838 il est décidé par les élus communaux de la reconstruction de la mairie-halle devenue vétuste, mais des difficultés financières retarde le projet de 28 ans.
La construction démarre en 1867 gérée par M. Dossat conducteur des ponts et chaussées, finit en 1868 et la nouvelle mairie est opérationnelle en 1870.

## Description
Actuellement le bâtiment de la mairie se compose de 3 niveaux et elle occupe l'ensemble de l'édifice.
Autrefois une halle ouverte était présente au rez-de-chaussée, la mairie et l'école se situait au premier étage cependant qu’au deuxième étage se trouvait les logements des instituteurs.

## Galerie d'images

Sélection de vues de la mairie
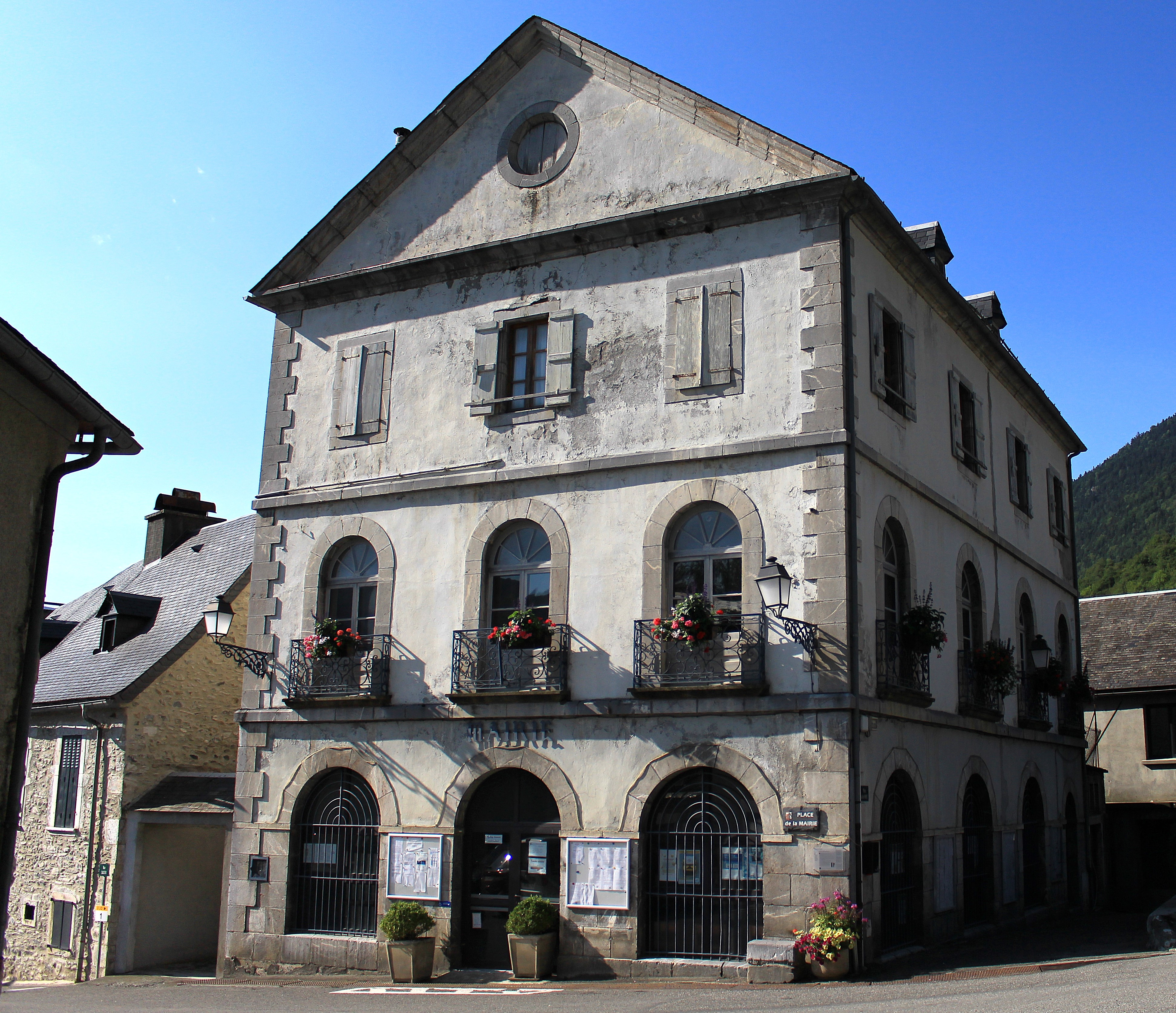
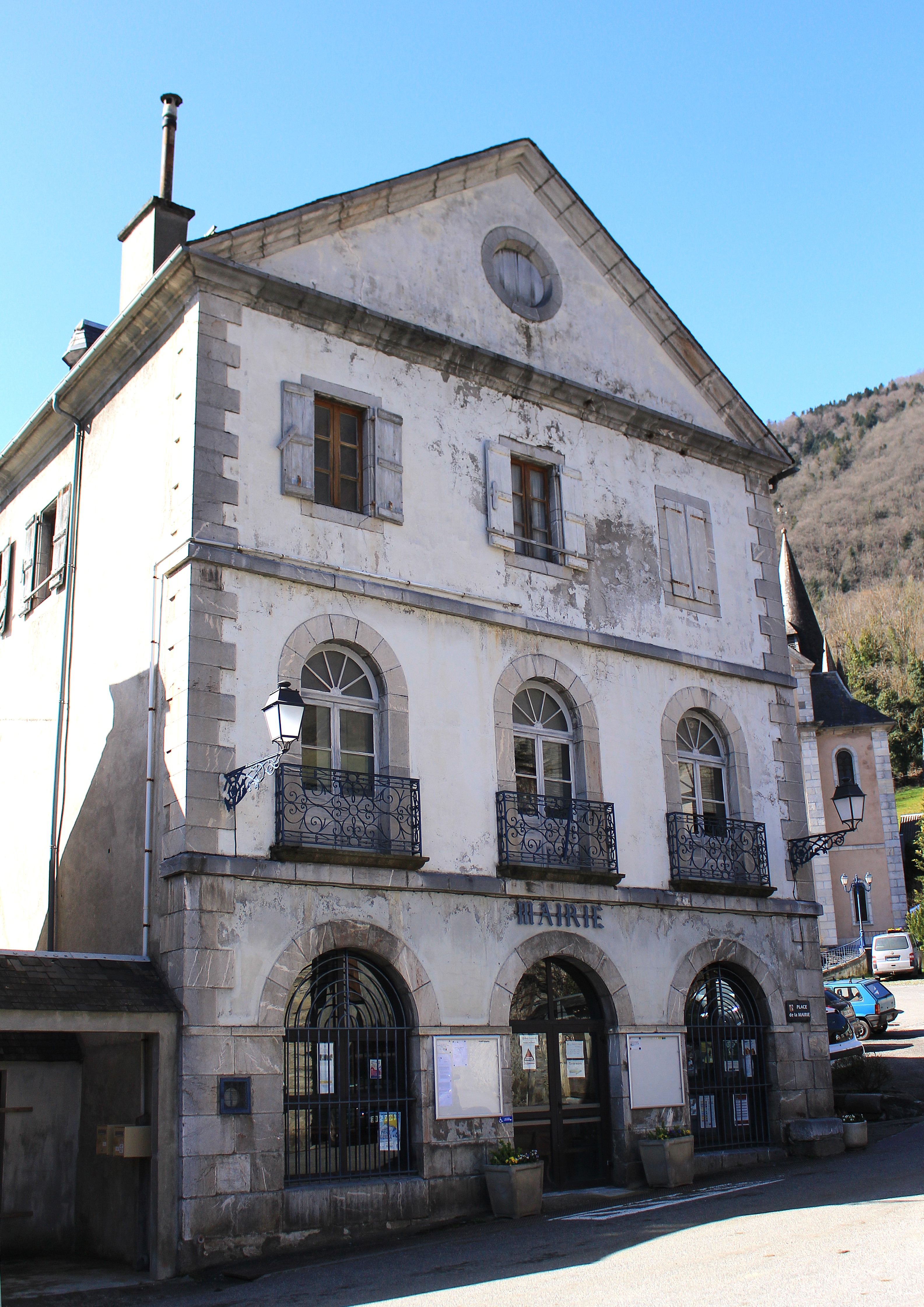